# Raionul Novomîrhorod, Kirovohrad
Novomîrhorod (în ucraineană Новомиргородський район, transliterat: Novomîrhorodskîi raion) este un raion în regiunea Kirovohrad, Ucraina. Reședința sa este orașul Novomîrhorod.La recensământul din 1926 s-au îinregistrat 9051 români/moldoveni(19,8%).

## Demografie
Componența lingvistică a raionului Novomîrhorod
     Ucraineană (95,15%)
     Rusă (2,48%)
     Română (1,92%)
     Alte limbi (0,17%)
Conform recensământului din 2001, majoritatea populației raionului Novomîrhorod era vorbitoare de ucraineană (95,15%), existând în minoritate și vorbitori de rusă (2,48%) și română (1,92%).